# مختار أبليازوف
مختار كابولوفيتش أبليازوف (الروسية: Мухтар Кабулович Аблязов) (ولد في 16 مايو 1963 في غالكين، منطقة لينينسكي، أوبليس كازاخستان الجنوبي)، هو رجل أعمال وسياسي كازاخي تمت محاكمته بتهمة اختلاس أو إخفاء أموال والتآمر الجنائي.